# Gouvernement de l'Italie
Le gouvernement de la République italienne (en italien : Governo della Repubblica Italiana) est un organe politique qui exerce, en Italie, le pouvoir exécutif.
Responsable devant les deux chambres du Parlement, il est dirigé par le président du Conseil des ministres. Les vice-ministres et secrétaires d'État, même si la Constitution ne l'établit pas explicitement, sont généralement considérés comme des membres du gouvernement au même titre que le président du Conseil et les ministres.
Son siège principal est le palais Chigi, situé piazza Colonna à Rome. Pour certaines occasions officielles, la villa Doria Pamphilj et la villa Madame peuvent être utilisées comme des lieux d'accueil.
L'actuel gouvernement, dirigé par Giorgia Meloni, est en fonction depuis le 22 octobre 2022.

## Caractéristiques générales

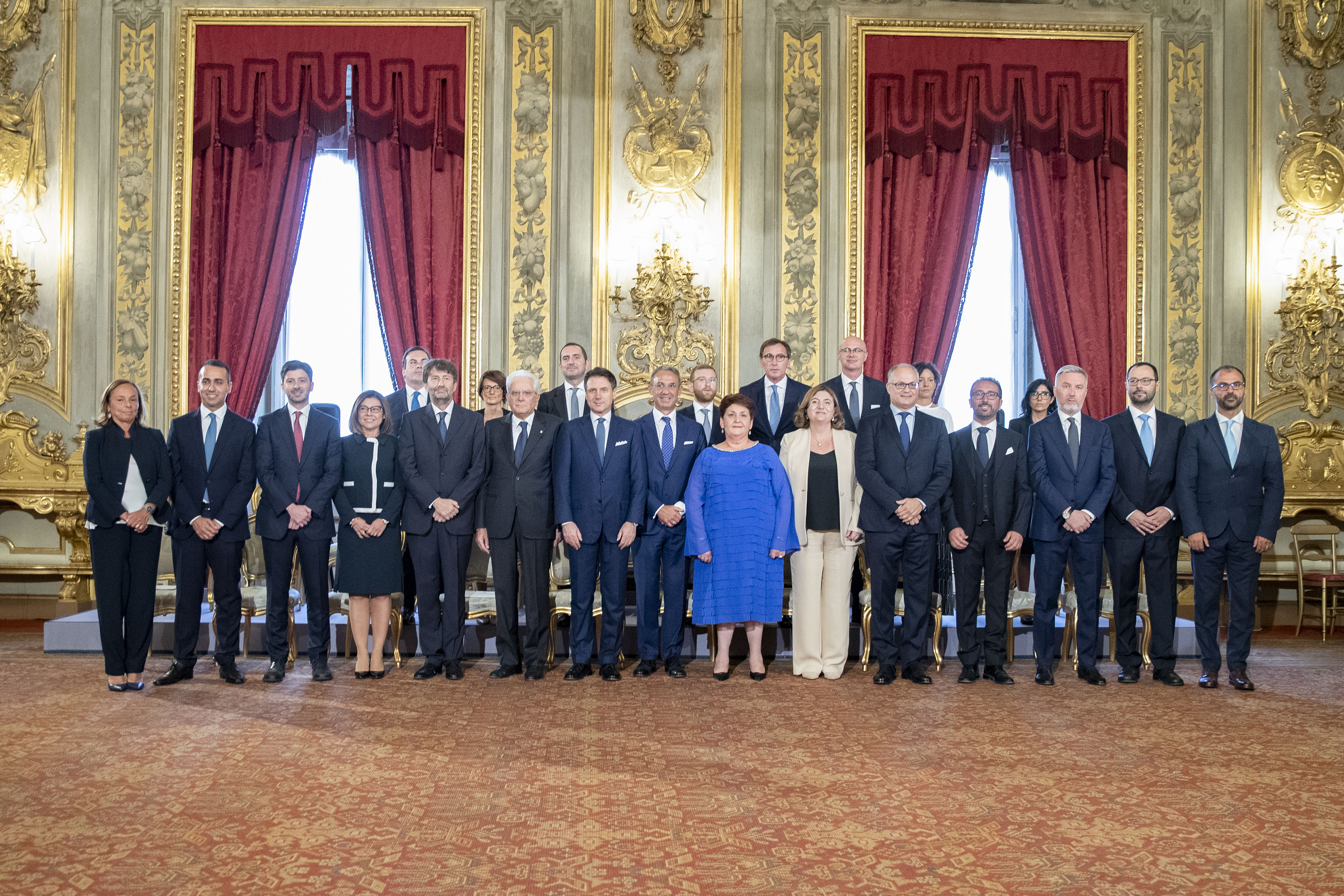
Le gouvernement Conte II après sa présentation devant le président Sergio Mattarella, le 5 septembre 2019.

Le Gouvernement est un organe constitutionnel italien (it) tel qu'il est prévu par la Constitution dans ses articles 92 à 96. En ce qui concerne la formulation de l'indirizzo politico (it), le Gouvernement est indépendant des autres organes de l'État. Le titre III, section II, de la Constitution en détermine la discipline et la fonction.
Le Gouvernement est dirigé par le président du Conseil des ministres. S'il est généralement considéré comme le personnage le plus important de la vie politique italienne, ce dernier n'est pourtant que le quatrième personnage de l'État dans l'ordre protocolaire après le président de la République, le président du Sénat, le président de la Chambre des députés.

## Composition

### Président du Conseil des ministres

Drapeau du président du Conseil

Le président du Conseil a une position prééminente sur les autres membres du gouvernement.
Il a la charge de former un gouvernement, une fois reçue la nomination de la part du chef de l'État, en choisissant les ministres (article 92 de la Constitution). Sa démission provoque la chute du gouvernement dans son ensemble. Il dirige la politique générale du gouvernement et coordonne l'activité des ministres (article 95).
Étant donné la position spéciale du président du Conseil, les gouvernements sont d'habitude désignés par le nom de leur président (« gouvernement de Gasperi » par exemple).
À l'intérieur du Gouvernement, un ou plusieurs ministres peuvent prendre la charge de vice-président du Conseil des ministres sur désignation du Conseil des ministres. Ils remplacent alors le président du Conseil en cas d'absence ou d'empêchement temporaire.

### Ministres
Chaque ministre est à la tête d'une branche de l'administration publique italienne.
L'article 95 alinéa 3 de la Constitution de 1947 dispose que « La loi [...] détermine le nombre, les attributions et l'organisation des ministères. » L'actuelle liste des ministères est régie par le décret législatif n°300 du 30 juillet 1999, dans sa version issue du décret-loi n°22 du 1er mars 2021 : 
1. ministère des Affaires étrangères et de la Coopération internationale
2. ministère de l'Intérieur
3. ministère de la Justice
4. ministère de la Défense
5. ministère de l'Économie et des Finances
6. ministère du Développement économique
7. ministère des Politiques agricoles, alimentaires et forestières
8. ministère de la Transition écologique
9. ministère des Infrastructures et des Mobilités durables
10. ministère du Travail et des Politiques sociales
11. ministère de l'Éducation
12. ministère de l'Enseignement supérieur et de la Recherche
13. ministère de la Culture
14. ministère de la Santé
15. ministère du Tourisme

À côté des ministres responsables d'un ministère, il peut y en avoir d'autres, nommés ministres sans portefeuille, qui, sans être à la tête d'un ministère, ont des missions particulières. Ils sont souvent appelés à diriger des départements spéciaux au sein de la Présidence du Conseil des ministres. Ils font partie de plein droit du Conseil des ministres.

### Conseil des ministres

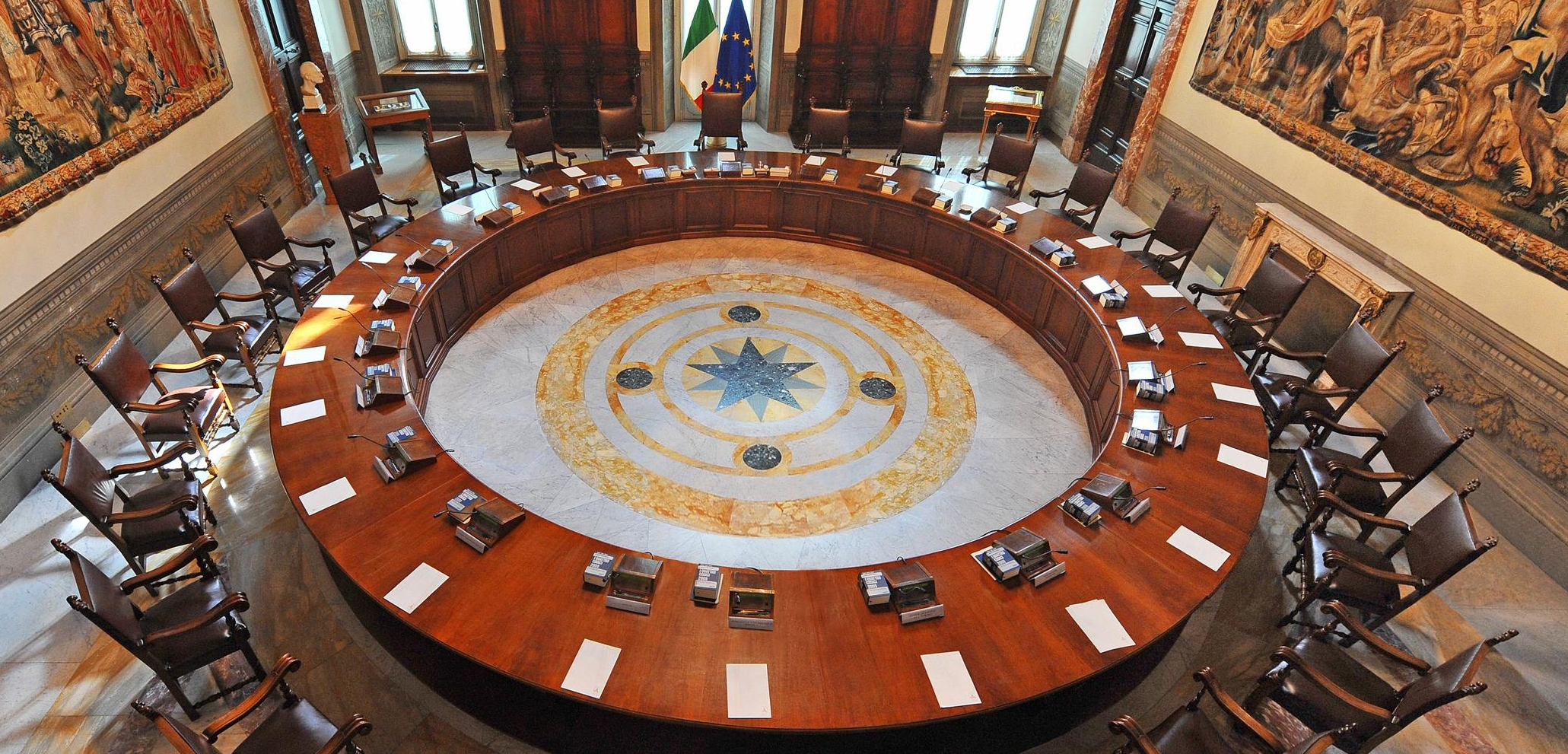
La salle du Conseil des ministres au palais Chigi

Le Conseil des ministres (it) est un organe collégial composé du président du Conseil et des ministres. Le président convoque et préside le Conseil. Ses réunions ne sont pas publiques, les journalistes ne sont pas admis et les comptes rendus de séance ne sont pas publiés.
Le Conseil des ministres est l'instance où est définie la politique générale du Gouvernement. Toutes les décisions les plus importantes du Gouvernement doivent y être discutées et approuvées. Ses fonctions les plus importantes sont de :
- déterminer la politique générale du gouvernement (politique intérieure et la politique économique) ;
- résoudre les conflits de compétences entre ministres ;
- délibérer sur les propositions de lois à présenter aux chambres, les décrets (decreti-legge et decreti legislativi (it)), ainsi que les réglements (regolamenti governativi (it)) ;
- prendre les décisions fondamentales de politique extérieure.

### Secrétaires d'État
Les secrétaires d'État (Sottosegretari di Stato) font partie du gouvernement, mais de façon subordonnée.
Ils sont désignés par le Conseil des ministres et sont renvoyés lorsque le gouvernement démissionne.
À la différence des ministres, ils ne participent pas aux réunions du Conseil. Leur tâche est d'aider leur ministre de tutelle dans les missions que celui-ci leur délègue et de le représenter lors des séances du Parlement.
Certains secrétaires d'État, qui se voient confier la responsabilité d'un département à l'intérieur du ministère, assument la charge de vice-ministres.

## Nomination et confiance
Le président du Conseil des ministres est nommé par le président de la République après une série de consultations qui implique les présidents des deux branches du parlement, les anciens présidents de la République et les représentants des groupes parlementaires.
Les ministres, proposés par le président du Conseil, sont eux aussi nommés par le président de la République. Le président du Conseil peut faire son choix parmi des personnes extérieures au parlement (article 64 de la Constitution). Dans ce cas, ces ministres ont le droit de participer aux séances du Parlement, droit qui se commue en obligation si des membres du Parlement le demandent.
Une fois nommé, le Gouvernement prête serment face au président de la République. Dans les dix jours qui suivent sa formation, il se rend aux deux chambres du parlement. Celles-ci votent lors d'un scrutin nominatif une motion motivée dite « motion de confiance » qui accorde ou refuse la confiance au Gouvernement. Le Gouvernement reste en charge tant qu'il dispose de la confiance du Parlement. La confiance n'est pas remise en cause du simple fait d'un renouvellement des chambres : en théorie, le gouvernement pourrait rester en charge ad aeternam.

## Fonctions
Le gouvernement est l'organe situé au sommet de l'administration de l'État italien :
- il peut demander le passage par l'hémicycle et non en commission d'un projet de loi (article 72) ;
- il exerce l'initiative législative (article 71 de la Constitution) de lois ordinaires ;
- il est à l'origine de décrets de lois (leggi delegate, article 76, et decreti legge, article 77) dans les formes et dans les limites définies par la Constitution ;
- il présente chaque année aux chambres, qui doivent l'approuver, le compte rendu d'État (article 81) ;
- il soulève la question de légitimité des lois régionales (articles 123 et 127) s'il estime qu'un conseil régional a outrepassé ses compétences.

## Démission
Lorsque le Gouvernement remet sa démission au président de la République, celui-ci peut la refuser ou l'accepter, en général avec des réserves.
Lorsque sa démission acceptée, le Gouvernement démissionnaire reste en charge jusqu'à ce que le suivant ne prête serment. Ses activités sont alors réduites à l'ordinaire administratif : le gouvernement démissionnaire peut mettre à exécution les lois votées. Il s'abstient de tout acte politique ou toute initiative, ceux-ci devant attendre l'arrivée du gouvernement suivant. Toutefois la notion d'ordinaire administratif est très élastique.

## Crise gouvernementale
En Italie, il y a crise gouvernementale lorsque le gouvernement donne sa démission à la suite d'un refus du Parlement de lui accorder sa confiance.
Toute activité parlementaire à la Chambre des députés et au Sénat liée aux rapports avec l'exécutif s'arrête alors. Seuls peuvent être examinés les projets de lois urgents et qui ne peuvent être reportés, comme lors de la transposition du droit européen en droit italien, lorsqu'un blocage mettrait l'Italie en porte-à-faux face à ses obligations internationales.

## Gouvernement actuel
| Fonction                                                                                       | Titulaire | Titulaire                | Parti |
| ---------------------------------------------------------------------------------------------- | --------- | ------------------------ | ----- |
| Présidente du Conseil des ministres                                                            |           | Giorgia Meloni           | FdI   |
| Vice-président du Conseil des ministres Ministre des Affaires étrangères                       |           | Antonio Tajani           | FI    |
| Vice-président du Conseil des ministres Ministre des Infrastructures et de la Mobilité durable |           | Matteo Salvini           | Lega  |
| Ministres sans portefeuille                                                                    |           |                          |       |
| Ministre pour les Relations avec le Parlement                                                  |           | Luca Ciriani             | FdI   |
| Ministre pour l'Administration publique                                                        |           | Gilberto Pichetto Fratin | FI    |
| Ministre pour les Affaires régionales et l'Autonomie                                           |           | Roberto Calderoli        | Lega  |
| Ministre pour la Mer et le Sud                                                                 |           | Nello Musumeci           | FdI   |
| Ministre pour la Famille, la Natalité et l'Égalité des chances                                 |           | Eugenia Roccella         | FdI   |
| Ministre pour les Affaires européennes                                                         |           | Raffaele Fitto           | FdI   |
| Ministre pour le Handicap                                                                      |           | Alessandra Locatelli     | Lega  |
| Ministre pour le Sport et la Jeunesse                                                          |           | Andrea Abodi             | Sans  |
| Ministre pour les Réformes institutionnelles                                                   |           | Elisabetta Casellati     | FI    |
| Ministres                                                                                      |           |                          |       |
| Ministre de l'Intérieur                                                                        |           | Matteo Piantedosi        | Sans  |
| Ministre de la Justice                                                                         |           | Carlo Nordio             | FdI   |
| Ministre de la Défense                                                                         |           | Guido Crosetto           | FdI   |
| Ministre de l'Économie et des Finances                                                         |           | Giancarlo Giorgetti      | Lega  |
| Ministre des Entreprises et du Made in Italy                                                   |           | Adolfo Urso              | FdI   |
| Ministre de l'Agriculture et de la Souveraineté alimentaire                                    |           | Francesco Lollobrigida   | FdI   |
| Ministre de l'Environnement et de la Sécurité énergétique                                      |           | Paolo Zangrillo          | FI    |
| Ministre du Travail et des Politiques sociales                                                 |           | Marina Calderone         | Sans  |
| Ministre de l'Éducation et du Mérite                                                           |           | Giuseppe Valditara       | Lega  |
| Ministre de l'Enseignement supérieur et de la Recherche                                        |           | Anna Maria Bernini       | FI    |
| Ministre de la Culture                                                                         |           | Gennaro Sangiuliano      | Sans  |
| Ministre de la Santé                                                                           |           | Orazio Schillaci         | Sans  |
| Ministre du Tourisme                                                                           |           | Daniela Santanchè        | FdI   |

### Crédits de traduction
- (it) Cet article est partiellement ou en totalité issu de l’article de Wikipédia en italien intitulé « Governo della Repubblica Italiana » (voir la liste des auteurs).